# Marco Histórico Nacional em Nova Hampshire

Localização de Nova Hampshire nos Estados Unidos.

A lista de Marco Histórico Nacional de Nova Hampshire contem os marcos designados pelo Governo Federal dos Estados Unidos para o estado norte-americano de Nova Hampshire.
Existem 23 Marcos Históricos Nacional (NHLs) em Nova Hampshire. Eles estão distribuídos em 9 dos 10 condados do estado. O primeiro marco de Nova Hampshire foi designado em 9 de outubro de 1960 e o mais recente em 27 de fevereiro de 2013.

## Listagem atual
Legenda:
| NRHP | Registro Nacional de Lugares Históricos |
| NHL  | Marco Histórico Nacional                |
| NHLD | Distrito Histórico Nacional             |
| HD   | Distrito Histórico                      |
| NHS  | Local Histórico Nacional                |
| NMEM | Memorial Nacional dos EUA               |
| NMON | Monumento Nacional dos EUA              |
| NHP  | Parque Histórico Nacional dos EUA       |
| NMP  | Parque Nacional Militar dos EUA         |

| [ 2 ] | Nome                                        | Imagem | Inclusão                          | Localidade e coordenadas | Condado      | NHLS             | Observações |
| ----- | ------------------------------------------- | ------ | --------------------------------- | --- | ------------ | ---------------- | ----------- |
| 1     | Canterbury Shaker Village                   |        | 19 de abril de 1993 (31 anos)     | Shaker Road, 288, Canterbury 43° 20′ 11″ N, 71° 33′ 53″ O                                                                                    | Merrimack    | 75000129         |             |
| 2     | Daniel Webster Family Home                  |        | 30 de maio de 1974 (50 anos)      | West Franklin 43° 24′ 23,82″ N, 71° 39′ 06″ O                                                                                                | Merrimack    | 74000196         |             |
| 3     | Distrito Histórico de Harrisville           |        | 22 de dezembro de 1977 (47 anos)  | Na Harrisville-Dublin Road, 3 milhas ao norte de N.H. 101 e 10 milhas a oeste de Keene, Harrisville e arredores 42° 56′ 42″ N, 72° 05′ 37″ O | Cheshire     | 71000072         |             |
| 4     | E.E. Cummings House (Joy Farm)              |        | 11 de novembro de 1971 (53 anos)  | Silver Lake 43° 54′ 56″ N, 71° 11′ 01″ O | Carroll      | 71000048         |             |
| 5     | Franklin Pierce Homestead                   |        | 4 de julho de 1961 (63 anos)      | Washington Road (State Route 31), Hillsborough 43° 06′ 59″ N, 71° 57′ 02″ O                                                                  | Hillsborough | 66000027         |             |
| 6     | Hotel Mount Washington                      |        | 24 de junho de 1986 (38 anos)     | 6 milhas a leste da Route 302, 1.4 milhas sudoeste da interseção com a Cherry Hill Road, Carroll 44° 15′ 29″ N, 71° 26′ 25″ O                | Coös         | 78000213         |             |
| 7     | John Paul Jones House                       |        | 28 de novembro de 1972 (52 anos)  | Middle e State Streets, Portsmouth 43° 04′ 31″ N, 70° 45′ 39″ O                                                                              | Rockingham   | 72000084         |             |
| 8     | John Sullivan House                         |        | 28 de novembro de 1972 (52 anos)  | Durham 43° 07′ 48″ N, 70° 55′ 05″ O | Strafford    | 72000089         |             |
| 9     | Josiah Bartlett House                       |        | 11 de novembro de 1971 (53 anos)  | Kingston 42° 56′ 11″ N, 71° 03′ 18″ O | Rockingham   | 71000050         |             |
| 10    | Ladd-Gilman House                           |        | 2 de dezembro de 1974 (50 anos)   | Water Street, 12, Exeter 42° 58′ 54″ N, 70° 56′ 57″ O                                                                                        | Rockingham   | 74002055         |             |
| 11    | MacDowell Colony                            |        | 29 de dezembro de 1962 (62 anos)  | High Street, 100, Peterborough 42° 53′ 24″ N, 71° 57′ 18″ O                                                                                  | Hillsborough | 66000026         |             |
| 12    | MacPheadris-Warner House                    |        | 9 de outubro de 1960 (64 anos)    | Daniel Street, 150, Portsmouth 43° 04′ 41″ N, 70° 45′ 18″ O                                                                                  | Rockingham   | 66000028         |             |
| 13    | Mansão Governador John Langdon              |        | 2 de dezembro de 1974 (50 anos)   | Pleasant Street, 143, Portsmouth 43° 04′ 31″ N, 70° 45′ 23″ O                                                                                | Rockingham   | 74000197         |             |
| 14    | Mansão Wentworth-Coolidge                   |        | 24 de novembro de 1968 (56 anos)  | Little Harbor Road, 375, Portsmouth 43° 03′ 42″ N, 70° 44′ 20″ O                                                                             | Rockingham   | 68000011         |             |
| 15    | Matthew Thornton House                      |        | 11 de novembro de 1971 (53 anos)  | Derry Village 42° 53′ 38″ N, 71° 18′ 46″ O                                                                                                   | Rockingham   | 71000053         |             |
| 16    | Memorial Augustus Saint-Gaudens             |        | 13 de junho de 1962 (62 anos)     | Sul de Plainfield na N.H. 12-A, Cornish 43° 30′ 03″ N, 72° 22′ 05″ O                                                                         | Sullivan     | 66000120         |             |
| 17    | Moffatt-Ladd House                          |        | 24 de novembro de 1968 (56 anos)  | Market Street, 154, Portsmouth 43° 04′ 43,91″ N, 70° 45′ 32,17″ O                                                                            | Rockingham   | 68000010         |             |
| 18    | Murais The Epic of American Civilization    |        | 27 de fevereiro de 2013 (12 anos) | Baker Memorial Library, Faculdade de Dartmouth, Hanover 43° 42′ 18″ N, 72° 17′ 21″ O                                                         | Grafton      | Não identificado |             |
| 19    | Richard Jackson House                       |        | 24 de novembro de 1968 (56 anos)  | Northwest Street, 76, Portsmouth 43° 04′ 51,28″ N, 70° 45′ 59,35″ O                                                                          | Rockingham   | 68000009         |             |
| 20    | Robert Frost Homestead                      |        | 23 de maio de 1968 (56 anos)      | Rockingham Road, Derry 42° 52′ 18″ N, 71° 17′ 42″ O                                                                                          | Rockingham   | 68000008         |             |
| 21    | Salmon P. Chase Birthplace and Boyhood Home |        | 15 de maio de 1975 (49 anos)      | Cornish Flat 43° 27′ 18″ N, 72° 23′ 13,78″ O                                                                                                 | Sullivan     | 75000133         |             |
| 22    | USS Albacore (AGSS-569)                     |        | 11 de abril de 1989 (35 anos)     | Museu Marítimo de Portsmouth, Portsmouth | Rockingham   | 89001077         |             |
| 23    | Wentworth-Gardner House                     |        | 24 de novembro de 1968 (56 anos)  | Mechanic Street, 140, Portsmouth | Rockingham   | 68000012         |             |

## Áreas históricas do NPS em Nova Hampshire
De interesse histórico:
- Local Histórico Nacional Saint-Gaudens, também um NHL, listado acima.

Outra área administrada pelo Serviço Nacional de Parques em Nova Hampshire é:
- Trilha Appalachian